# Kōshō
Kōshō (japanska: 康正?, Kōshō), 6 september 1455–16 oktober 1457, var en period i den japanska tideräkningen under kejsare Go-Hanazonos regering. Shogun var Ashikaga Yoshimasa.
Namnet på perioden hämtades från ett citat som återfinns i de kinesiska klassikerna Shiji och Shujing.

## Fotnoter
1. ↑  Uppslagsverket Daijirin (大辞林), elektronisk utgåva, Sanseido 2006.
2. ↑  Citatet på klassisk kinesiska: 平康正直